# Bonnyrigg
Bonnyrigg est une ville du Midlothian en Écosse. La ville comptait 14 663 habitants en 2001 et 15 677 selon le recensement de 2011.

## Personnalités liées à la voille
- Debora Kayembe, rectrice de l'université d'Édimbourg y est installée.